# Джошкун Озари
Джошкун Озари (тур. Coşkun Özarı, 4 січня 1931, Стамбул — 22 червня 2011) — турецький футболіст, що грав на позиції півзахисника. По завершенні ігрової кар'єри — тренер.
Виступав, зокрема, за клуб «Галатасарай», а також національну збірну Туреччини. Згодом працював з цими командами і як головний тренер.

## Клубна кар'єра
Протягом усієї кар'єри футболіста Джошкун озари виступав за «Галатасарай» зі свого рідного міста. Він прийшов до клубу в самому ранньому віці, а після закінчення Галатасарайського ліцею дебютував в основному складі клубу у віці 17 років. Згодом він став ключовим гравцем оборони «Галатасарая», за який виступав протягом 13 років. У той період команду тренував Гюндюз Килич, її ворота захищав Тургай Шерен, а в атаці грав зірковий Метін Октай.
З ним він тричі вигравав Стамбульську футбольну лігу. Вони вперше виграли чемпіонат Стамбула в сезоні 1954/55. Озари зіграв у всіх 18 матчах і забив 3 голи. У сезонах 1955/56 та 1957/58 років теж був безпосереднім творцем чемпіонств, зігравши відповідно 10 та 18 ігор.
У 1959 році Озари зіграв у першому чемпіонаті Туреччини, забивши 1 гол у 10 матчах. Свій перший і єдиний гол він записав у вороте «Гезтепе». Другий сезон 1959/60 років став останнім для Джошкуна. У ньому футболіст зіграв лише у 5 матчах, останній з «Фенербахче» (0:1) 17 грудня 1959 року. Кар'єру Озари завершив лише у 29 років через бажання стати тренером.

## Виступи за збірну
18 грудня 1955 року дебютував в офіційних іграх у складі національної збірної Туреччини в домашньому товариському матчі проти команди Португалії (3:1), вийшовши в основному складі.
Всього за національну збірну він провів 5 ігор в період з кінця 1955 по 4 травня 1958 року. Чотири матчі були товариськими, а п'ятий був гостьовий поєдинок з Францією в рамках Середземноморського кубка.

## Кар'єра тренера
У 1961 році Озари відвідував тренерські курси в Англії під керівництвом Волтера Вінтерботтома. Повернувшись на батьківщину, Озари став помічником головного тренера «Галатасарая» Гюндюза Килича. Три роки по тому він змінив його на посаді головного тренера і закінчив сезон на 3-му місці, паралельно вигравши і Кубок Туреччини.
Надалі Озари працював із «Шекерспором», а 1970 року повернувся в «Галатасарай». Втім незабаром до команди був призначений новий головний тренер Браян Бірч, а Джошкун став його технічним консультантом, допомігши англійському фахівцю виграти чемпіонат 1970/71, після чого покинув рідну команду.
Наприкінці 1971 року Озари став головним тренером збірної Туреччини. У першому матчі Озари на чолі збірної, 12 квітня 1972 року вони перемогли Болгарію 4:2. Втім відбір на чемпіонат світу 1974 року турки розпочали із сенсаційної поразки 0:2 від Люксембурга. В результаті здобувши дві перемоги, дві нічиї та дві поразки турки стали другими у відбірковому раунді і на «мундіаль» не потрапили. Тим не менш Озари залишився у керма збірної і на наступний відбір на Євро-1976. Що цікаво, на ньому турецька команда теж завершила групу з показниками дві перемоги, дві нічиї та дві поразки, але цього разу посівши лише третє місце і знову не кваліфікувавшись на великий турнір. Незважаючи на дві невдалі спроби, Озари залишився аби підготувати команду до кваліфікації чемпіонату світу 1978 року. У першому кваліфікаційному матчі вони перемогли Мальту 4:0, після чого Озари подав у відставку за тиждень до другого матчу, після відставки президента Федерації Полата. Загалом у свій перший період у збірній Озари здобув 8 перемог, 11 нічиїх та зазнав 10 поразок у 29 матчах, а також виграв товариський Кубок ОРС у 1974 році.
Перед сезоном 1978/79 років Озари вкотре очолив «Галатасарай». Цей сезон став також першим і єдиним сезоном, в якому Джошкун пропрацював з клубом від початку до кінця. У ньому стамбульці стали віце-чемпіономи Туреччини та стали володарем Кубка Прем'єр-міністра. Втім команда погано почала наступний сезон 1979/80, не вигравши в перших 5 матчах чемпіонату. У першому матчі Кубка УЄФА в Стамбулі була зафіксована нічия 0:0 з югославською «Црвеною звездою», після якої Озари покинув посаду.
Згодом протягом 1980—1982 років очолював тренерський штаб клубу «Адана Демірспор», після чого повернувся до збірної Туреччини, готуючи її до кваліфікації на Євро-1984. Вони розпочали турнір перемогою 1:0 проти Албанії. Однак у другому матчі зазнали болючої поразки від австрійців — 0:4. Далі пішли поразки від Північної Ірландії (0:2) та ФРН (0:3), а нічия з Албанією (1:1) остаточно позбавила шансів турків на вихід на Євро. В підсумку було зайняте 4 з 5 місць у групі, після чого контракт Озари, термін дії якого закінчився у червні 1984 року, не був продовжений. У другому періоді в збірній він здобув 5 перемог, 2 нічиї та 10 програшів у 17 матчах.
Тим не менш катастрофічний старт збірної без Озари у відборі на чемпіонат світу 1986 року призвів до того, що вже у 1985 році Джошкун був повернутий на посаду головного тренера збірної. Втім виправити ситуацію не вдалось — турки у тому відборі набрали лише 1 очко у 8 матчах з різницею м'ячів 2:24, що є найгіршим результатом для збірної в історії. Після цього він керував командою у перших двох матчах кваліфікації до чемпіонату Європи 1988 року, після чого покинув збірну. В третій прихід до збірної він здобув лише 1 перемогу, 3 нічиї та зазнав 4 поразки в 8 іграх. Загалом за весь час він був головним тренером турецької збірної у 54 матчах, що є другим показником в історії після Фатіха Теріма.
Помер 22 червня 2011 року на 81-му році життя у стамбульському госпіталі. Після релігійного похоронного ритуалу в мечеті Тешвікіє, в якій взяли участь офіційні особи великих футбольних клубів, його тіло було поховане на кладовищі Зінджірлікую.

## Досягнення

### Як гравця
«Галатасарай»
- Переможець Стамбульської Футбольної ліги (3): 1954/55, 1955/56, 1957/58

### Як тренера
«Галатасарай»
- Володар Кубка Туреччини: 1963/64
- Володар Кубка прем'єр-міністра Туреччини: 1979